# 马底
马底（英語：Maadi、阿拉伯语：‎），亦被译为马阿迪，是一个开罗南部的富裕的、多绿叶的郊区，在开罗市中心的沿尼罗河向上游12公里的东岸。马底处的尼罗河是平行于海滨大道的，即从北面进入开罗的海滨长廊和主要公路。在马底没有桥过尼罗河，最近的一座桥是位于市中心北边的路上的沿着环道的埃芒布（El Mounib）。
在2016年马底的人口上升到了5.6万人，该地区受许多国际外籍人士、主要的国际学校、体育俱乐部、文化机构例如埃及最高宪法法院和埃及国家地质博物馆等的欢迎，也是许多大使馆的所在地。（详情见下文中关于大使馆、学校、俱乐部等的信息。）

## 名称
在阿拉伯语中，Ma'ǎdi معادي是diyya معدية的复数形式，这意味着“渡船”；因此，al-Ma‛adi的字面意思是“渡船们”。曾经有一个故事说它的名字来自于经过该地区的渡船，该地的渡船将人们从尼罗河东岸运到西岸。

## 历史
今天位于城镇的这个地点的马底，已经被证明是古埃及前王朝时期公元前3500年左右的考古遗址。在这里的现代城市建设活动摧毁了一些考古敏感场所。
马底的现代历史可追溯到1904年，当北面的开罗和南面的赫勒万之间的铁路被建造时。此时，结合莫塞里堂兄弟的土地投机和亚历山大·亚当斯的城市规划，这里发展成了一个新城镇。建筑物原本被与之毗连的铁路所限制，但最终传播到了尼罗河的西边。此外，铁路的东边被建造了一座古老的英国军营。
该城镇规划是在1905年由加拿大退休人员的船长亚历山大·J·亚当斯制定的。他的远见使得广泛的林荫大道和大别墅仍然能在今天的马底看到。马底的住宅开发和住宅大小都有非常严格的规定，例如有多少地产可以被住房占据和多少已被留用于花园以及人行道的尺寸大小。甚至百叶窗也被指定了色彩。其他的管理条例还包括22:00前对无线电噪声的控制以及对没有正常保持花园的罚款。
世界上第一个太阳能热电站被建在马底。

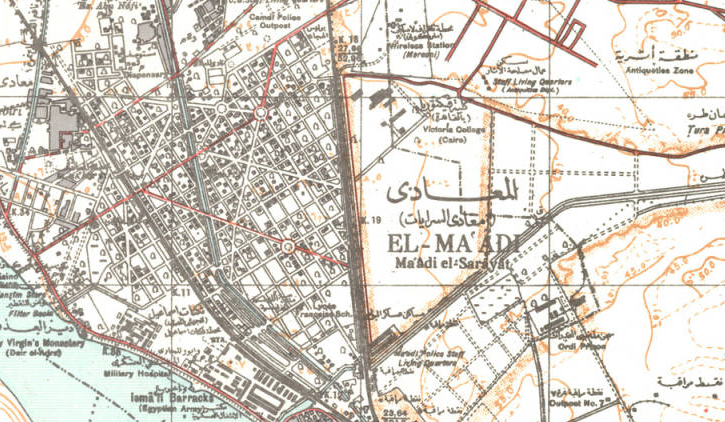
马迪地图 ，1945年从埃及的调查

马底的英国殖民生活的一个例子可以在杰拉尔德·布利特的文集《街头的眼睛（1923）》中的一篇短篇小说《在马迪的房子》中见到。

### 第二次世界大战
从1940年到1946年，马底在第二次世界大战新西兰军事史中发挥了重要作用。新西兰第二远征军的主体——第一梯队的约76000名成员，在马迪附近的沙漠斜坡的瓦迪德格拉（Wadi Degla）和泰阿马迪（Tel al-Maadi）之间的基地的营地进行培训。在这段时间，这个地区属于1907年创建了马迪的三角洲土地公司。岩石高地被租给新西兰部队，并在下一个六年成为新西兰的主要海外基地。
一个英国讯问中心也是位于马迪的。在1942年七月，在西部沙漠的活动高地，两个德国间谍被质问出他们在使用达芙妮·杜穆里埃的《丽贝卡》的抄本，发现其中他们的财产，如码簿，用于秘密编码的无线电传输。他们的设备储存在尼罗河的一艘船上，已经被一个年轻的埃及军队信号员、未来总统安瓦尔·萨达特审查。

### 1952年革命
1952年革命之后，英国的殖民统治结束。1956年的苏伊士危机中，英国、法国和以色列三方袭击埃及重新控制的苏伊士运河，居住在马迪和其他地方的英国和法国的外籍人士被迫离开埃及。结果，他们的一些机构，例如圣约翰圣公会教堂，被其他国籍的人临时接管。

## 今天的马底

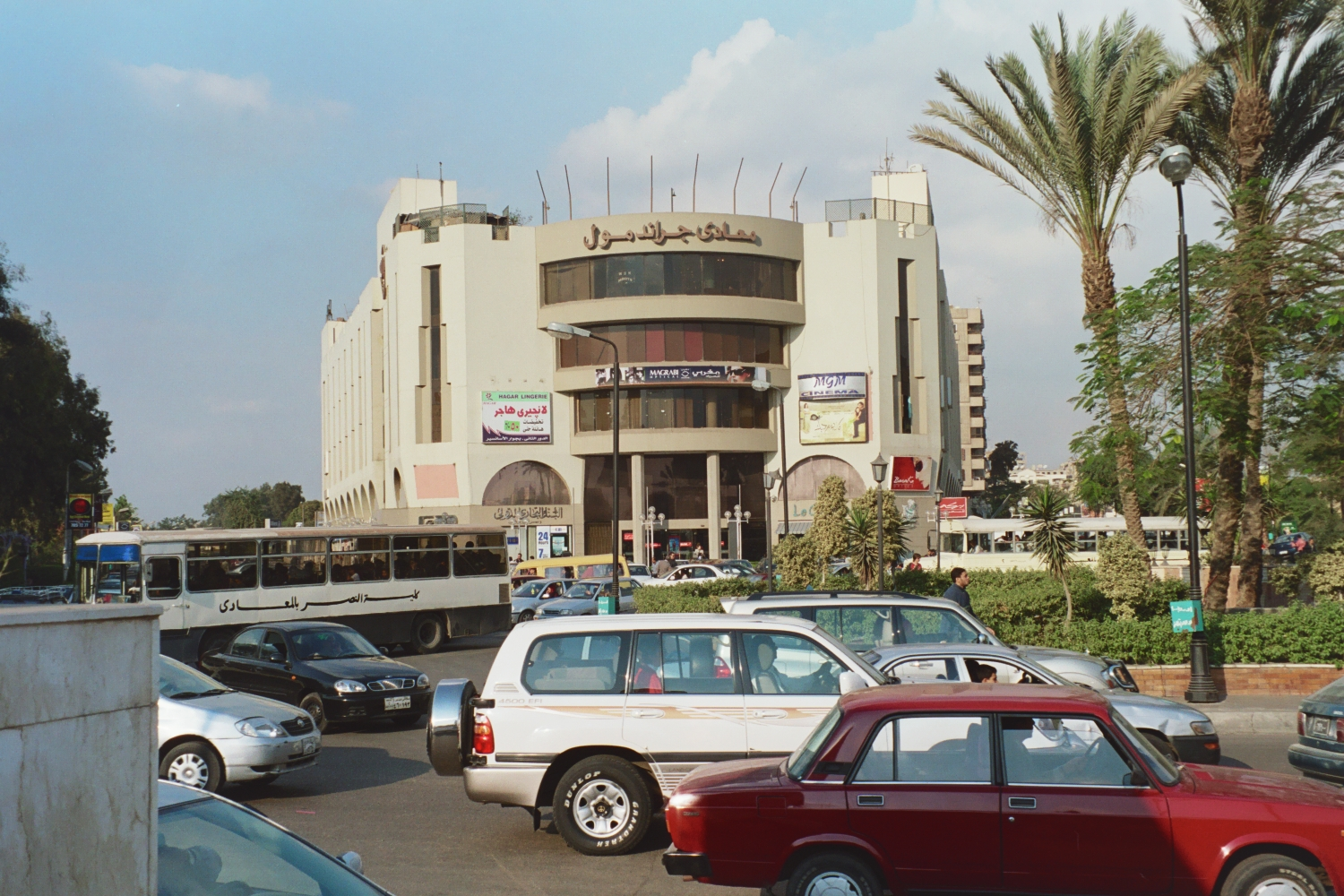
在马底大购物中心

马底的最古老地区在埃塞拉亚特（El Sarayat），主要由别墅和低建筑物组成。这是马迪与邻近的德格拉（Degla）区域中最富裕的一块地方。这两个地区有可识别的大量的环状交叉路，安静的气氛和绿色植物。
马迪有许多单位，大多是矮房。沿海滨河有很多高楼，就像马迪东部的德格拉（Degla）区域一样新。
马迪是大开罗地区人口最不稠密的地区，居住着许多富裕的埃及人，就像外籍人士中一样，他们中许多人与位于马迪的大使馆、大使的住宅和国际公司有关。美国国际开发署开罗办事处也是位于马迪的。
马迪的许多街道继续设有减速坡作为车辆减速措施。

### 气氛
马迪被誉为是比开罗市中心更绿色、更安静、更轻松的定居点。在马迪的一些地方，最值得注意的是开罗美国大学周围几乎没有交通噪音。它的丰富的绿化与开罗市中心的大部分拥挤的地方没有任何相似之处，并且掩盖了马迪的原始沙漠位置。这一声誉是马迪与德格拉（Degla）区域的真正的原有核心。然而，偏远的事态发展，例如“新马迪”带来了寸草不生的社区和平凡的建筑，就像受开罗大都市向外蔓延的其余部分一样。

### 经济和零售业的
随着富裕的居民越来越多，马迪是许多主要餐馆和产业链以及各种高档服装商店和其他零售业务的所在地，其中许多是位于沿着地名“9号路”中，马迪的原始“市区”位于轨道东侧的马迪地铁站的南面。
大成建設公司在马迪有其北非办事处。

### 运输
马迪的运输是由开罗地铁1号线服务的，即现在已经建造的开罗-赫勒万铁路。有三个站停在马迪-从北到南：哈达耶克－埃尔马迪（Hadayek El Maadi），马迪站和萨卡纳特－埃尔马迪（Sakanat/Thakanat El Maadi）。对马迪的进一步建设是可以预见的，但是没有超出提议阶段。
埃及国家铁路公司还经营一条线穿过马迪，但它是一个严格的货运线路。马迪站被关闭，不再有任何乘客服务。

### 文化
马迪的文化生活在很大程度上是对大量富裕的外籍、埃及双语人口提供服务的。为外籍人士，马迪提供各种社会活动：宗教机构（其中许多教堂和犹太教堂）、业余戏剧团体、体育俱乐部、成人课程和其他兴趣团体。马迪体育俱乐部，例如，从1921年起服务于当地的外国人和埃及人社区。马迪也已成为一个受欢迎的外国人学习阿拉伯语的地方，如郊区有着大量的教当地语言的学校。
文化场所包括的新的埃及地质博物馆和大马迪图书馆。
本地的文化生活，基本上围绕着外出用餐和购物。此外，在许多西方的连锁餐厅和咖啡馆，马迪提供各种各样的国际食品。最受西方人欢迎的地方，为沿着9号路的当地商店。 还有国际和多语言的书店出售外国报纸和杂志迎合马迪的多族裔人口。

### 体育运动
第二次世界大战的成员新西兰第二远征军在埃及马迪的营地参加了与埃及本地划艇俱乐部在尼罗河上的划船比赛。在1943年11月20日的一场划船比赛中马迪营地划船俱乐部的新西兰桨手以11：6击败了开罗河俱乐部而赢得了弗赖伯格杯，他们向竞争对手展示了天赋。作为回报，作为一个友谊的象征，优素·福该赠送给新西兰人一个杯子。
优素·福该杯是提供给新西兰业余划船爱好者协会作为各中学之间的一年一度的男子八人划桨赛的奖杯，并在战争结束时被带到新西兰。它被重新命名为马迪杯，1947年 在旺加努伊进行了对它的第一场比赛，蒙特艾伯特中学赢得了比赛。1951年，蒙特艾伯特中学的木工师傅杰克·詹金使马迪杯获得了它的原木材的金字塔形。
马迪体育俱乐部，它由主要工作于三角洲房地产公司的英国侨民建立于1920年，今天提供一系列的体育项目，如网球、足球、游泳、壁球、柔道、乒乓球、帆船运动和赛艇。
胜利学院也是男女垒球联合会和男子橄榄球联合会的主场。
马迪还以骑车、慢跑著称，在马迪，你可以安全地骑自行车或在早晨特别安全地慢跑和比埃及其他任何地区更好地享受和平和绿色的风景。

## 教育机构
国际学校：
- 开罗美国大学[7]
- 开罗法国大学马底小学部[8]
- 马底英国国际学校
- 维多利亚广场胜利学院

## 大使馆
- 阿根廷大使馆
- 古巴大使馆
- 日本大使馆
- 马拉维大使馆
- 墨西哥大使馆
- 蒙古的大使馆
- 巴拉圭大使馆
- 秘鲁大使馆
- 菲律宾大使馆
- 南非大使馆
- 乌干达大使馆
- 乌克兰的大使馆
- 委内瑞拉大使馆
- 肯尼亚大使馆
- 加蓬大使馆